# Astragalus atraphaxifolius
Astragalus atraphaxifolius es una especie de planta del género Astragalus, de la familia de las leguminosas, orden Fabales.
Fue descrita científicamente por M. R. Rasulova.